# ماكس 2: بطل البيت الأبيض
ماكس 2: بطل البيت الأبيض (بالإنجليزية: Max 2: White House Hero)‏ فيلم مغامرات درامي عائلي أمريكي 2017 تم انتاجها من قبل شركة وارنر بروس وسونزويبت الترفيه، تم إصدار الفيلم في 5 مايو 2017 من قبل أوريون بيكشرز ووارنر بروس. وهو أول أفلام أوريون بيكتوريس يوزعه وارنر بروس منذ آخر فيلم زيليغ (1983).
الفيلم يعتبر تكملة لفيلم ماكس عام 2015، تم تصوير الفيلم على موقع في فانكوفر، كولومبيا البريطانية، بدأ التصوير الرئيسي في الفيلم في يونيو 2016 وانتهى في 13 يوليو 2016 . تم إصدار الفيلم تقنية بلو راي في الثالث والعشرين من مايو عام 2017 بواسطة ارنر بروس هوم انترتيمنت.

## أحداث الفيلم
وتدور قصته حول فتى يدعى «ماكس» يتم تكليفه بمهمة في البيت الأبيض حيث يلتقي بابن الرئيس ويدعى «تي جيه» والذي يريد أن يعيش حياة طبيعية بعيدا عن منصب والده الخطير. أثناء زيارة الرئيس الروسي للبلاد يلتقي تي جيه بأليكسندرا ابنة الرئيس الروسي ويطلب أن يرافقها طوال مدة إقامتها. عندما يقعان في مشكلة يهب الكلب «ماكس» للمساعدة.

## روابط خارجية
- ماكس 2: بطل البيت الأبيض على موقع IMDb (الإنجليزية)
- ماكس 2: بطل البيت الأبيض على موقع روتن توميتوز (الإنجليزية)
- ماكس 2: بطل البيت الأبيض على موقع أول موفي (الإنجليزية)
- ماكس 2: بطل البيت الأبيض على موقع فيلمافينيتي (الإسبانية)
- ماكس 2: بطل البيت الأبيض على موقع قاعدة بيانات الفيلم (الإنجليزية)
- ماكس 2: بطل البيت الأبيض على موقع ليتربوكسد (الإنجليزية)
- ماكس 2: بطل البيت الأبيض على موقع كينوبويسك (الروسية)